# Porto Estrela
Porto Estrela là một đô thị thuộc bang Mato Grosso, Brasil. Đô thị này có diện tích 2065,241 km², dân số năm 2007 là 3984 người, mật độ 1,93 người/km².